# TAKURO
Takuro（1971年5月26日—），本名：久保琢郎（くぼ たくろう），日本音樂家，搖滾樂團GLAY的團長、擔任吉他手以及鍵盤手。
北海道函館市出生，北海道函館稜北高等學校畢業。身高182公分。

## 人物
- 家中有姊姊一人。
- 母親為香頌歌手，因此他從小受母親影響對音樂有很大的興趣。三歲時，父親因交通事故而去世，因此他少年時期在生活環境上過得並不寬裕。出道之後，直到發行「Yes, Summerdays」才有能力用版稅將母親欠的債給全部還清。他說：「很高興能靠自己的力量解決金錢造成的辛苦生活。」
- 2007年度被採用為高中生用家庭科教科書中的「自己的家族情感」項目執筆，他寫道：「雖然我父親很早就去世了，但我從沒對自己在單親家庭長大這件事感到不滿。」教育部科學省檢定時有意見指出，這句話被認為會促使正常家庭的崩壞，爾後這句話被從課本中刪除了。
- 受到披頭四的約翰藍儂很大的影響。國中時，原本在足球校隊裡擔任後衛且被視為主力球員，但為了準時收聽廣播節目的披頭四特輯而主動要求退出球隊。
- Takuro的人生裡，讓他大吃一驚從床上跳起來的經驗只有兩次；一次是初次聽到搖滾樂團BOØWY的『B・BLUE』的時候，另外一次是聽到TERU的歌聲時；當時他正在找能擔任GLAY主唱的人，當時擔任鼓手的Teru因此被Takuro遊說轉成主唱。
- GLAY幾乎九成的詞曲都是由他創作的。以GLAY的名義發表，名字是用Takuro；跟宇多田光合作的單曲『For You／時間限制』則是用本名Kubo Takuro；與Hisashi共同創作的話則是用Kombinat-12。此外，在及川光博的單曲『GO AHEAD!!』中提供的樂曲是屬名Takuro。
- 不只在音樂方面交友眾多，在各方面都有許多名人朋友。LUNA SEA的SUGIZO、X JAPAN的YOSHIKI、也常跟東京SKA PARADISE交響樂團的谷中敦等人一同用餐出遊。還曾跟B'z的松本孝弘一起到美國GIBSON樂器的吉他工廠去見習，除夕夜在松本家中一起過年。也曾跟桑田佳祐一起演出。與松山千春和漫畫家小林善紀、及川光博等人都有密切來往。

## 經歷
- 1988年7月－跟小學同學TERU、以及高中同是函館稜北高校的HISASHI組成GLAY。
- 1990年3月－高中畢業之後、前往東京。
- 1991年－邀請與他們同為函館出身的JIRO入團。
- 1994年5月25日－當時被X JAPAN的團長YOSHIKI發覺、在YOSHIKI自組的白金唱片公司發行出道單曲『RAIN』。
- 1997年8月6日－擔任女歌手Miju的製作人，推出單曲「SUMMER SHAKES」。
- 1998年2月18日－擔任女歌手Romi的製作人，推出單曲「見つめていたい」。
- 1998年4月8日－為中山美穂的單曲「LOVE CLOVER」提供附屬樂曲「empty pocket」
- 2001年4月－支持以坂本龍一為中心舉辦的拆除地雷支援活動地雷ZERO，同時也參加了慈善歌曲的『ZERO LANDMINE』的吉他演奏。
- 2002年4月－在松本孝弘（B'z）的個人專輯『華』中，與松本共同創作了「ENGAGED」一曲。
- 2002年9月－為地下樂團時代就熟識的好朋友TOKI（Kill=slayd）的音樂計畫『Stealth』提供了「灼熱」一首曲子。
- 2003年3月20日－反對美國攻打伊拉克，以個人名義開設了反戰網站「TAKURO-NO-WAR.jp」
- 2004年－在導演紀里谷和明執導的電影CASSHERN與HISASHI一起演出被虐殺的人民角色。同時也以GLAY的名義參加了電影原聲帶的製作。
- 2005年11月23日－提供渡邊美里『Kiss from a rose』一曲。
- 2006年7月12日－提供女子十二樂坊一曲『流轉』。
- 2006年11月29日－在中島美嘉主演的電影NANA中為主題曲「一色」作曲以及提供附屬樂曲「EYES FOR THE MOON」。「一色」主唱者為中島美嘉，作詞者為矢澤愛。
- 2007年12月－在JACK IN THE BOX 2007演唱會上與L'Arc〜en〜Ciel的hyde、TERU共同演出（演奏曲：誘惑、HONEY）

## 使用吉他
- Gibson Les Paul Custom
- Epiphone CASINO
- Epiphone RIVIERA
- Rickenbacker 335

同時持有數把GLAY的製作人佐久間正英自創的吉他品牌SGCrafts所量身訂製的專屬吉他。
- Journeyman TKR-01 Stratocaster
- Journeyman TKR-02 Telecaster
- Journeyman TKR-03 Les Paul Double cutaway
- Journeyman TKR-04 Les Paul Double cutaway
- Journeyman TKR-05 Telecaster W.Neck
- Journeyman TKR-07 Les Paul Double cutaway
- Journeyman TKR-08 Les Paul Double cutaway
- Journeyman TKR-09 Jazzmaster
- Journeyman TKR-10 Les Paul Double cutaway

## 書籍
- 『胸懷』2003年6月30日、幻冬舍發行。
內容描寫、函館青春時代、GLAY函館正式出道直到成為人氣樂團的過程，還有寫了與論及婚嫁的戀人分開的原因、對戰爭的不滿情緒等等，是為TAKURO本人的半生傳。2006年4月18日文庫化。此外，書腰上寫了酷似當時還未發售的『BEAUTIFUL DREAMER』中最後一段歌詞的文章。

## 節目

### 廣播
- GLAY RADIO COMMUNICATION DX
毎週一～三 25:33分開始～（2005年3月節目結束）